# Charles Bowles
Charles Earl Bowles, detto anche Black Bart (Norfolk, 1829 – post 28 febbraio 1888), è stato un pistolero statunitense.
Fu un rapinatore specializzato in assalti a diligenze e divenuto famoso nel Far West americano anche per la sua usanza di lasciare messaggi poetici dopo due dei suoi più epici colpi.
Conosciuto anche con i nomi di Charles E. Boles, Charles Bolton, CE Bolton, Charles E. Bowles e Black Bart the Po8, Bowles è da sempre stato considerato come un bandito gentiluomo e uno dei più famigerati assalitori di diligenze operanti nella California del Nord e nell'Oregon del Sud, fra il 1870 ed il 1880.
La fama che ha avuto per i suoi numerosi colpi fu dovuta soprattutto alla sua audacia, al suo stile ed alla sua raffinatezza.

## Biografia

### Primi anni
Nacque a Norfolk, in Inghilterra, da John e Maria Bowles. Era uno dei 10 fratelli, sette maschi e tre femmine. All'età di due anni, i suoi genitori emigrarono nella Contea di Jefferson, New York, dove il padre acquistò una fattoria a quattro miglia a nord di Plessis Village, verso Alexandria Bay.

### California Gold Rush
Alla fine del 1849 Bowles, chiamato dagli amici Charley, e due dei suoi fratelli, David e James, parteciparono alla corsa all'oro californiana. Iniziarono a lavorare presso una miniera del North Fork, in California.
Bowles lavorò solo un anno prima di tornare a casa nel 1852. Ben presto fece un nuovo viaggio presso i campi per l'estrazione dell'oro della California, con il fratello David e con un altro fratello, Robert; sia David che Robert morirono per malattia, poco dopo il loro arrivo. Bowles continuò a lavorare nella miniera per altri due anni prima di partire.

### Matrimonio
Nel 1854, in Illinois, Bowles (che per qualche motivo cambiò l'ortografia del suo cognome in "Boles") sposò Mary Elizabeth Johnson. Ebbero quattro figli. Nel 1860 la coppia andò a vivere a Decatur, Illinois.

### Guerra civile
Il 13 agosto 1862 Boles venne arruolato nell'esercito dell'unione nella società B di Decatur, nel 116º Reggimento. Dimostrò di essere un buon soldato, raggiungendo il grado di sergente prima di fare un anno nell'esercito. Prese parte a numerose battaglie e campagne, tra cui Vicksburg, (dove fu gravemente ferito) e Sherman. Il 7 giugno 1865, venne dimesso a Washington, Distretto di Columbia e tornò a casa in Illinois. Aveva ricevuto un temporaneo brevetto sia come sottotenente che tenente.

### Prospezione
Dopo lunghi anni di guerra, passò ad una vita tranquilla di agricoltura. Nel 1867 fu di nuovo ingaggiato in prospezioni nell'Idaho e nel Montana. Poco si sa di lui in questo periodo, ma in una lettera di agosto del 1871, indirizzata alla moglie, citò un episodio spiacevole con alcuni dipendenti della Wells Fargo & Company. Per un certo periodo non scrisse più alla moglie e lei ritenne che fosse morto.

## Carriera criminale
Acquisito il soprannome di Black Bart, commise 28 rapine alle diligenze della Wells Fargo, nel nord della California, tra il 1875 ed il 1883 e lungo la storica Siskiyou Trail, tra la California e l'Oregon. Anche se ha lasciato solo due poesie, nei siti di alcune delle sue rapine, la sua firma divenne di grande fama. Black Bart ebbe molto successo ed ogni anno riuscì a mettere le mani su migliaia di dollari.
Avendo paura dei cavalli, compì tutte le sue rapine a piedi e questo, assieme alle poesie, lo resero molto noto. Altra particolarità: in tutta la sua "carriera" non sparò mai un colpo di pistola.
Boles fu sempre cortese e mai sboccato. Indossava un lungo cappotto spolverino di lino ed una bombetta. Aveva la testa coperta da un sacco di farina con due buchi per gli occhi e brandiva un fucile da caccia.

### Prima rapina
Il 26 luglio 1875 Boles derubò la prima diligenza a Calaveras County, sulla strada tra Copperopolis e Milton e ciò che rese il suo crimine insolito furono la cortesia e le buone maniere. Con tono profondo intimò a Shine John, il postiglione: «Per favore, butti giù la cassaforte!» Non appena Shine porse la cassaforte, Black Bart gridò: «Se ha il coraggio di sparare, dategli una bella scarica, ragazzi!», alludendo a quello che agli occhi del postiglione parve una schiera di fucili piazzati fra i cespugli. Shine aspettò fino a quando Boles non si dileguò, poi scese a ispezionare l'area, accorgendosi che i presunti fucili altro non erano che dei bastoni truccati per l'occasione.
Questa prima rapina fruttò a Boles solo $ 160.

### L'ultima rapina ad una diligenza
L'ultima rapina ad una diligenza ebbe luogo presso Funk Hill, a sud-est di Copperopolis. Il postiglione era Reason McConnell, che stava attraversando un fiume col traghetto Reynolds. Alla traversata, McConnell raccolse Jimmy Rolleri, di 19 anni, figlio del proprietario del traghetto. Jimmy Rolleri col suo fucile scese a valle di una collina per sincerarsi che la diligenza fosse stata in grado di scendere. Ritornato sulla sommità, si accorse che la diligenza non era più dove l'aveva lasciata, ma poco distante, intuendo che c'era qualcosa che non andava. Black sbucò col suo fucile da dietro una roccia e disse a McConnell di consegnarli la cassaforte. Rolleri sparò due colpi a Bart, ma questi fuggì inseguito da Jimmy che continuava a sparare. Nonostante fosse stato ferito ad una mano, Bart continuò la fuga per ancora un quarto di miglio, prima di fermarsi per cercare di fermare l'emorragia con un pezzo di legno marcio. Nonostante tutto riuscì fuggire con $ 500 in monete d'oro e nascondendo il fucile in un albero cavo.

### Inchiesta sulla rapina
Durante la sua ultima rapina del 1883, Boles rimase ferito e fuggendo perse diversi oggetti personali, tra cui un paio di occhiali ed un fazzoletto con un segno di lavanderia FXO7. I detective della Wells Fargo, James B. Hume (fisionomicamente quasi identico a Bowles, soprattutto per via dei baffi) e Henry Nicholson Morse contattarono tutte le lavanderie di San Francisco, per avere informazioni su possibili contatti con Boles. Dopo aver interrogato quasi 90 lavandaie, individuarono la Ferguson & Bigg's, in Bush Street, California. I lavoranti riconobbero il fazzoletto come appartenente a Boles ed indirizzarono i detectives a una modesta pensione.
Boles si descriveva come un "ingegnere minerario" e fece frequenti "viaggi d'affari", coincidenti con le rapine della Wells Fargo. Dopo aver inizialmente negato di essere Black Bart, Boles alla fine ammisse di aver rapinato diverse diligenze della Wells Fargo più alcuni altri crimini commessi prima del 1879. Tra i suoi beni fu trovata anche una Bibbia, un regalo della moglie, con inciso con il suo vero nome. La polizia, dopo il suo arresto, dichiarò che Boles era "una persona di grande resistenza". 

### Processo e condanna
La Wells Fargo sporse denuncia solo sulla rapina finale e Boles venne giudicato colpevole e condannato a sei anni di carcere a San Quintino, ma la sua permanenza venne ridotta a quattro anni per buona condotta. Quando venne rilasciato, nel gennaio 1888, la sua salute era decisamente peggiorata a causa delle condizioni di vita in prigione. Era visibilmente invecchiato, la sua vista era calata ed era diventato sordo ad un orecchio. Alcuni reporters chiesero a Boles, dopo la scarcerazione, se era intenzionato a rapinare altre diligenze. "No, signori", rispose sorridendo: "Io ho finito con la criminalità". Un altro giornalista gli chiese se scrivesse ancora  poesie e Boles ridendo gli rispose: "Allora non mi hai sentito dire che ho finito con la criminalità?"

### Ultimi giorni
Boles non tornò più dalla moglie Maria, trasferitasi ad Hannibal, Missouri. Tuttavia le scrisse dopo la scarcerazione dicendo che era stanco di essere pedinato dalla Wells Fargo, che si sentiva demoralizzato e che voleva fuggire da tutti. Nel febbraio 1888 Boles lasciò la sua casa in Nevada e scomparve. Hume riferì alla Wells Fargo che Boles venne rintracciato al Palace Hotel, a Visalia; l'albergatore disse che un cliente rispondeva alla descrizione di Black Bart, dopodiché Boles riscomparve. L'ultima volta che Boles venne avvistato fu il 28 febbraio 1888.

### Rapinatore Copycat
Il 14 novembre 1888 un'altra diligenza della Wells Fargo venne derubata da un bandito mascherato, che lasciò un versetto.
Il detective Hume venne chiamato ad esaminare la nota. Dopo il confronto con la scrittura di una vera e precedente poesia di Black Bart, dichiarò che la rapina fu opera di un altro criminale.

## Teorie
Vi furono alcune voci che sostenevano che la Wells Fargo avesse pagato e mandato via il bandito per impedirgli di compiere altre rapine. Tuttavia la Wells Fargo negò tutto.
Secondo quanto riferito, durante l'estate del 1888, un rapinatore di diligenze non identificato venne ucciso vicino a Virginia City, Nevada; se si fosse trattato di Black Bart, probabilmente il suo corpo sarebbe stato riconosciuto.
Alcuni credono che Boles si fosse trasferito a New York City e qui fosse vissuto tranquillamente per il resto della sua vita, morendo nel 1917, anche se questo non è mai stato confermato. Altri credono all racconto improbabile secondo il quale l'ex bandito poeta, non avendo problemi di vista, si fosse recato nel Montana, o forse in Nevada, per fare fortuna.